# Marge Gets a Job
«Marge Gets a Job» (с англ. — «Мардж получает работу») — седьмой эпизод четвёртого сезона мультсериала «Симпсоны». Впервые вышел в эфир 5 ноября 1992.

## Сюжет
Из-за утечки воды дом Симпсонов начинает оседать. Чтобы заплатить за ремонт фундамента, Мардж устраивается работать на Спрингфилдскую атомную электростанцию. Гомер постепенно привыкает видеть жену на работе, однако в его жену влюбляется мистер Бёрнс. Он оказывает ей знаки внимания, повышает по службе, а затем, узнав, что она замужем, ни с того ни с сего увольняет со станции. Тем временем на Барта прямо в школе нападает сбежавший со студии клоуна Красти полярный волк.